# Большая Сага
Большая Сага — река в России, протекает по Ханты-Мансийскому АО. Устье реки находится в 141 км по левому берегу реки Конда и расположено на высоте 27 м. над уровнем моря. Длина реки составляет 33 км.

## Притоки
- 4 км: Ягатка (лв)
- 9 км: Горява (лв)

## Данные водного реестра
По данным государственного водного реестра России относится к Иртышскому бассейновому округу, водохозяйственный участок реки — Конда, речной подбассейн реки — Конда. Речной бассейн реки — Иртыш.
Код объекта в государственном водном реестре — 14010600112115300017891.